# 撒嬌女人最好命
《撒嬌女人最好命》，改編自女性工具書《會撒嬌的女人最好命》，是由香港導演彭浩翔執導的都市愛情喜劇电影。此片於2013年11月4日在上海開機拍攝，在中国大陆于2014年11月28日上映。

## 劇情
女汉子张慧（周迅饰）从大学时期起就暗恋同学蠢萌宅男恭志强（黄晓明饰），可惜志强一直都把她当最好的兄弟，而且还坚持在事业有成之前保持单身，张慧只好默默等待。一次出差，志强邂逅了台灣撒嬌女蓓蓓（隋棠饰），在蓓蓓的撒娇攻势下志强缴械投降，两人瞬间爱的天雷勾地火。张慧得知后大受打击，好在闺蜜——号称上海撒娇女王的阮美（谢依霖饰）出手相救，还找来了长江以南最强撒娇天团相助，训练张慧为撒娇达人，夺回真爱。
雖然張慧也學懂了一招半式，但她還是覺得做回自己最好。同時志強開始發現蓓蓓非常黏人而且愛無理取鬧，覺得煩厭，於是跟她分手。最後志強發覺張慧一直在他身邊，而她就是他一直要找的人，有情人終成眷屬。

## 演員
| 演員     | 角色   | 身分 / 關係                                                  | 粤语配音（電影版） | 粤语配音（TVB版） |
| -------- | ------ | ------------------------------------------------------------ | ------------------ | ----------------- |
| 周迅     | 張慧   | 女漢子，與恭志强相識於大學時期，對他暗戀多年                 | 周恩恩             | 劉惠雲            |
| 黃曉明   | 恭志强 | 對張慧有好感，但因為自卑，以未有經濟基礎為由，一直未有女朋友 | 羅偉傑             | 蘇強文            |
| 隋棠     | 蓓蓓   | 台灣女子，張慧口中的「騷浪賤」，很會撒嬌                     | 鄧潔麗             | 詹健兒            |
| 謝依霖   | 阮美   | 上海撒嬌女王,張慧的閨中密友                                  |                    | 梁少霞            |
| 曲尼次仁 | 嘉嘉   | 最強撒嬌天團之一（錐子臉）                                   | 鄭家蕙             | 張頌欣            |
| 李方丁   | 瓜瓜   | 最強撒嬌天團之一（錐子臉）                                   |                    | 陳皓宜            |
| 楊凱迪   | 娜娜   | 最強撒嬌天團之一（錐子臉）                                   |                    | 凌晞              |
| 倪慕斯   | 丫丫   | 最強撒嬌天團之一（錐子臉）                                   |                    |                   |

## 製作
- 2010年，導演彭浩翔在機場看見許多女性乘客手上拿著由羅夫曼所著的《會撒嬌的女人最好命》，彭浩翔閱讀後認為這本書其實是有關於女性在愛情方面的工具書，因此有意重新創作成一部新的作品；同年，彭浩翔與周迅合作微電影《指甲刀人魔》，當時周迅在聽聞彭浩翔敘述的故事大綱後，亦表示了興趣，於是彭浩翔初步落實拍攝《撒嬌女人最好命》的計畫[1]。

- 2011年2月24日，華誼兄弟公布正式推動「H計畫」，籌拍旗下10部新片[2]。其中，敲定名為《會撒嬌的女人最好命》的新電影由彭浩翔執導，當天出席記者會的彭浩翔表示期待與周迅合作，並屬意由周迅出演女主角[3]。

- 2013年11月4日，《撒嬌女人最好命》正式在上海開拍。11月13日，媒體探班，彭浩翔初步透露改編後的劇情梗概[4]。12月18日，全片於臺北殺青。

## 劇中歌
- 插曲：〈突然好想你〉五月天（詞、曲：阿信）
- 插曲：〈愛情一陣風〉陳百潭（詞:陳維祥/陳百潭、曲：陳百潭）

## 票房
中国大陆首周三天收获8200万人民币列第二位。次周收8500万列第三。第三周收4300万列第四名。最终收入2.3亿人民币票房。香港地区收入1288万港币。

## 獎項提名
| 頒獎典禮             | 獎項       | 名字 | 結果 |
| -------------------- | ---------- | ---- | ---- |
| 第34屆香港電影金像獎 | 最佳女主角 | 周迅 | 提名 |

## 外部連結
- 撒嬌女人最好命的新浪微博
- 互联网电影数据库（IMDb）上《撒嬌女人最好命》的资料（英文）
- 《撒嬌女人最好命 （页面存档备份，存于）》在香港雅虎的電影頁面（繁體中文）
- Yahoo奇摩電影上《撒嬌女人最好命》的資料（繁體中文）
- 開眼電影網上《撒嬌女人最好命》的資料（繁體中文）
- 香港影庫上《撒嬌女人最好命》的資料（繁體中文）
- 时光网上《撒嬌女人最好命》的資料（简体中文）
- 豆瓣电影上《撒嬌女人最好命》的資料 （简体中文）
- 爛番茄上《撒嬌女人最好命》的資料（英文）
- AllMovie上《撒嬌女人最好命》的资料（英文）
- 互联网电影数据库（IMDb）上《撒嬌女人最好命》的资料（英文）